# Epimecis subroraria
Epimecis subroraria är en fjärilsart som beskrevs av Walker 1860. Epimecis subroraria ingår i släktet Epimecis och familjen mätare. Inga underarter finns listade i Catalogue of Life.